# Mavi Gök Airlines
Mavi Gök Airlines (MGA Aviation, tur. Mavi Gök Havacılık, nazwa stylizowana: MGA) – turecka czarterowa linia lotnicza z siedzibą w Antalyi. Została założona w marcu 2007, początkowo jako firma świadcząca usługi serwisowe w przemyśle lotniczym. W 2022 uzyskała licencję przewoźnika lotniczego, a jej pierwszy lot odbył się 19 lipca 2022 na trasie Antalya - Budapeszt. Obecnie linia należy do tureckiego touroperatora Anex Tour.

## Kierunki działania
Linia wykonuje loty czarterowe, świadczy też usługi wet leasingu oraz air taxi.
W kwietniu 2023 linia zadebiutowała na rynku polskim wykonując loty z Warszawy i Katowic do tureckiej Antalyi. Wkrótce do siatki dołączyły także Poznań, Wrocław, Gdańsk oraz Rzeszów. Część lotów z polskich lotnisk obsługiwana jest przez Skyline Express.
Na sezon letni 2024 planowane jest uruchomienie lotów z Krakowa, a także poszerzenie siatki połączeń z Katowic o Bodrum i Dalaman.
Poza Polską linia działa również w krajach Europy Środkowej i Wschodniej oraz Azji Środkowej, działając głównie na zlecenie biura Anex Tour oraz jego marki Orex Travel.

## Flota[3]
| Typ              | Aktywne | Zamówione |
| ---------------- | ------- | --------- |
| Boeing 777-300ER | 1       | 2         |
| Boeing 737-900ER | 1       | 0         |
| Boeing 737-800   | 6       | 0         |
| Razem            | 8       | 2         |

## Porty docelowe
| Miasto          | Państwo    | IATA | ICAO | Port lotniczy                              | Uwagi               |
| --------------- | ---------- | ---- | ---- | ------------------------------------------ | ------------------- |
| Antalya         | Turcja     | AYT  | LTAI | Port Lotniczy Antalya                      | baza                |
| Astana          | Kazachstan | NQZ  | UACC | Port Lotniczy Nur-Sułtan                   |                     |
| Berlin          | Niemcy     | BER  | EDDB | Port Lotniczy Berlin Brandenburg           |                     |
| Bodrum          | Turcja     | BJV  | LTFE | Port Lotniczy Bodrum-Milas                 | od 25 maja 2024     |
| Bratysława      | Słowacja   | BTS  | LZIB | Port Lotniczy Bratysława                   |                     |
| Budapeszt       | Węgry      | BUD  | LHBP | Port Lotniczy Budapeszt im. Ferenca Liszta |                     |
| Dalaman         | Turcja     | DLM  | LTBS | Port Lotniczy Dalaman                      | od 26 maja 2024     |
| Debreczyn       | Węgry      | DEB  | LHDC | Port Lotniczy Debreczyn                    |                     |
| Düsseldorf      | Niemcy     | DUS  | EDDL | Port Lotniczy Düsseldorf                   |                     |
| Frankfurt       | Niemcy     | FRA  | EDDF | Port Lotniczy Frankfurt                    |                     |
| Friedrichshafen | Niemcy     | FDH  | EDNY | Port Lotniczy Friedrichshafen              |                     |
| Gdańsk          | Polska     | GDN  | EPGD | Port Lotniczy Gdańsk-Rębiechowo            |                     |
| Hamburg         | Niemcy     | HAM  | EDDH | Port Lotniczy Hamburg-Fuhlsbüttel          |                     |
| Hanower         | Niemcy     | HAJ  | EDDV | Port Lotniczy Hanower                      |                     |
| Karlsruhe       | Niemcy     | FKB  | EDSB | Port Lotniczy Karlsruhe/Baden-Baden        |                     |
| Katowice        | Polska     | KTW  | EPKT | Port Lotniczy Katowice-Pyrzowice           |                     |
| Kolonia         | Niemcy     | CGN  | EDDK | Port Lotniczy Kolonia/Bonn                 |                     |
| Koszyce         | Słowacja   | KSC  | LZKZ | Port Lotniczy Koszyce                      |                     |
| Kraków          | Polska     | KRK  | EPKK | Port Lotniczy Kraków-Balice                | od 27 kwietnia 2024 |
| Linz            | Austria    | LNZ  | LOWL | Port Lotniczy Linz                         |                     |
| Lipsk           | Niemcy     | LEJ  | EDDP | Port Lotniczy Lipsk/Halle                  |                     |
| Monachium       | Niemcy     | MUC  | EDDM | Port Lotniczy Monachium                    |                     |
| Norymberga      | Niemcy     | NUE  | EDDN | Port Lotniczy Norymberga                   |                     |
| Poznań          | Polska     | POZ  | EPPO | Port Lotniczy Poznań-Ławica                |                     |
| Praga           | Czechy     | PRG  | LKPR | Port Lotniczy Praga im. Václava Havla      |                     |
| Ryga            | Łotwa      | RIX  | EVRA | Port Lotniczy Ryga                         |                     |
| Rzeszów         | Polska     | RZE  | EPRZ | Port Lotniczy Rzeszów-Jasionka             |                     |
| Stuttgart       | Niemcy     | STR  | EDDS | Port Lotniczy Stuttgart                    |                     |
| Suczawa         | Rumunia    | SCV  | LRSV | Port Lotniczy Suczawa                      |                     |
| Tallin          | Estonia    | TLL  | EETN | Port Lotniczy Tallinn                      |                     |
| Târgu Mureș     | Rumunia    | TGM  | LRTM | Port Lotniczy Târgu Mureș                  |                     |
| Warszawa        | Polska     | WAW  | EPWA | Port Lotniczy Warszawa-Okęcie              |                     |
| Wiedeń          | Austria    | VIE  | LOWW | Port Lotniczy Wiedeń-Schwechat             |                     |
| Wilno           | Litwa      | VNO  | EYVI | Port Lotniczy Wilno                        |                     |
| Wrocław         | Polska     | WRO  | EPWR | Port Lotniczy Wrocław-Strachowice          |                     |